# Ulrica Hydman-Vallien

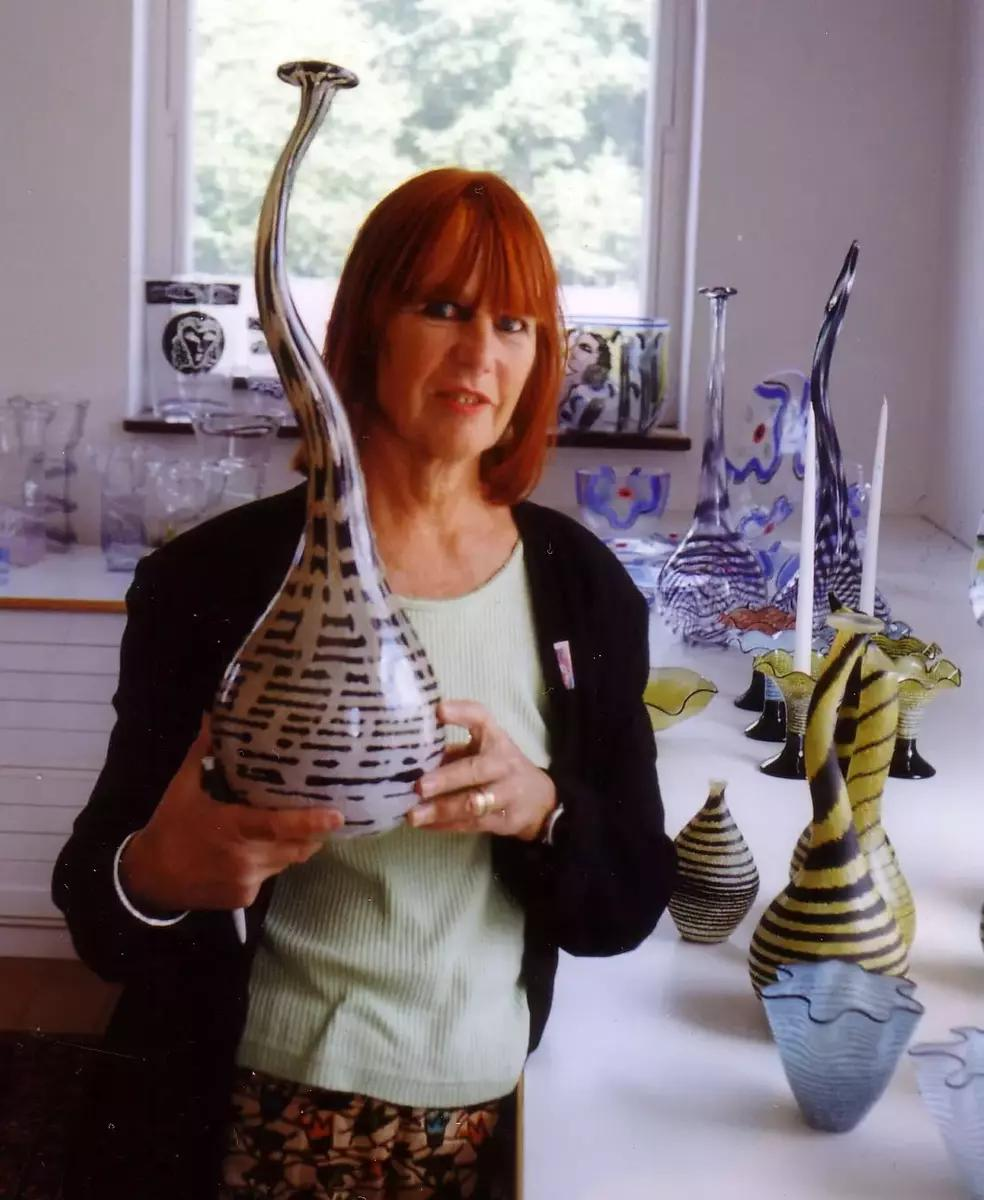
Ulrica Hydman-Vallien 1999

Ulrica Hydman-Vallien (* 24. März 1938 in Stockholm; † 21. März 2018 in Eriksmåla, Emmaboda) war eine schwedische Künstlerin, die hauptsächlich mit Glas und Malerei arbeitete.

## Ausbildung
Ulrica Hydman-Vallien bekam ihre Ausbildung in den 1950er Jahren an der Kunsthochschule Konstfack in Stockholm. An der keramischen Linie war ihr Lehrer Stig Lindberg. Dort traf sie auch ihren späteren Mann, Bertil Vallien, den sie 1963 heiratete. Nach ihrer Ausbildung machte sie zusammen mit ihrem Mann Studienreisen nach Mexiko und in die USA, wo sie beide mit Keramik arbeiteten. Wieder zu Hause bekam Bertil Vallien das Angebot, als Designer in der Glashütte von Åfors zu arbeiten, daraufhin zogen beide in den kleinen Hüttenort in Småland.

## Werk

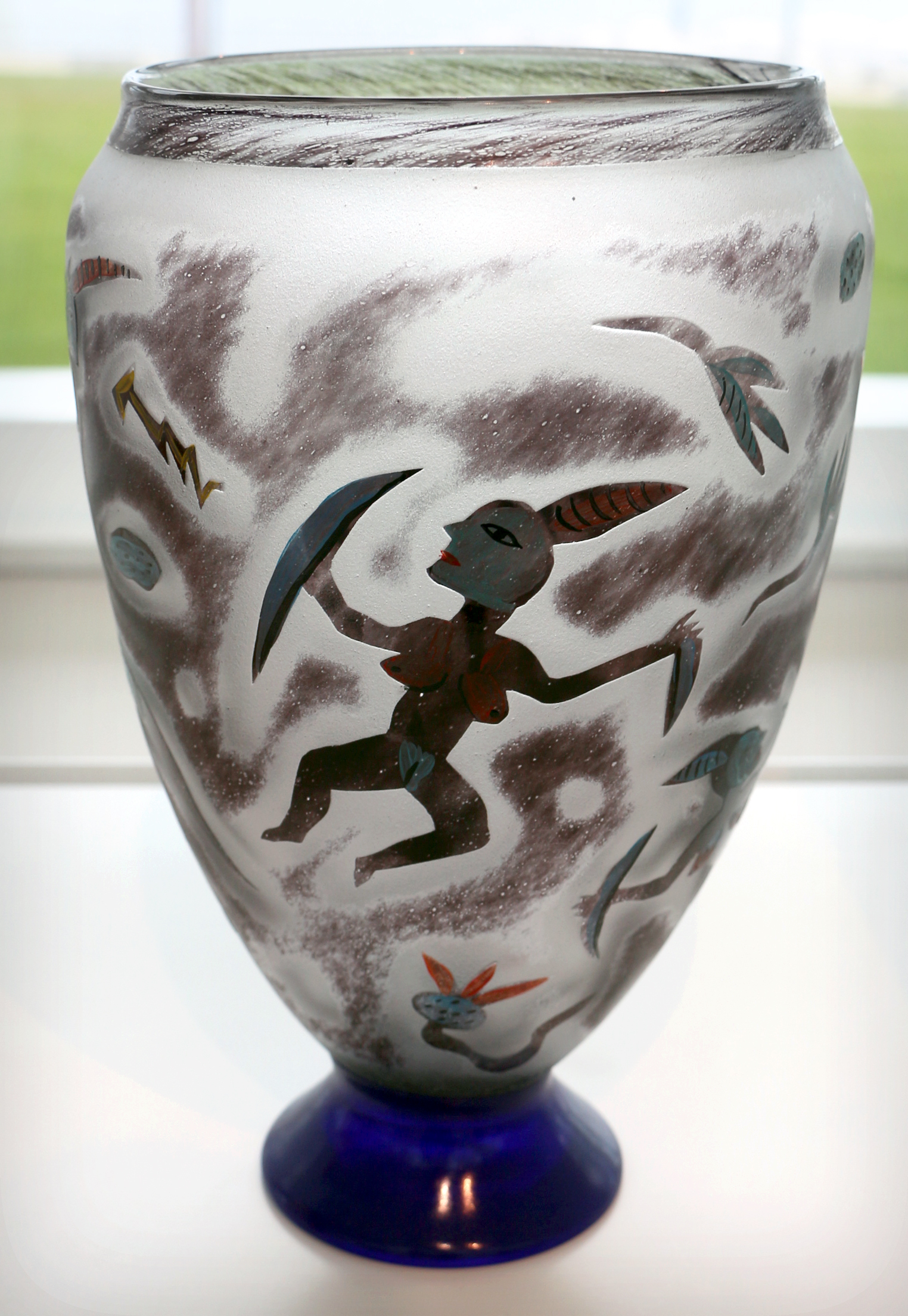
Spirits Vase, 1986

Ulrica Hydman-Vallien war eine allseitige Künstlerin, doch am bekanntesten wurden ihre Arbeiten in Glas, Aquarell und Textil mit den, für sie typischen, Tulpen, Wölfen und verwundenen Schlangen in intensiven Farben und kräftigen Pinselstrichen. Erst 1972 hatte sie ihren Durchbruch als Glaskünstlerin. Als Protest gegen die konservative Branche kreierte sie die „Rattenschüssel“ Råttskålen, die als exklusives Geschenk passen sollte, aber sie dekorierte die Schüssel mit großen, schwarzen Ratten. Die Geschäftsführung wies das Produkt unmittelbar zurück. Die Rattenschüssel kam nie in Produktion. Das hinderte Ulrica Hydman-Vallien jedoch nicht, mit ihren eigenwilligen Ideen fortzusetzen und das mit großem Erfolg.
Sie gehörte zu den fünfzig ausgewählten Künstlern weltweit, die die Luftflotte von British Airways künstlerisch schmückten. Dazu gehörte alles von den Heckflossen bis hin zu den Servietten, Tickets und dem Briefpapier der Airline.

## Literatur

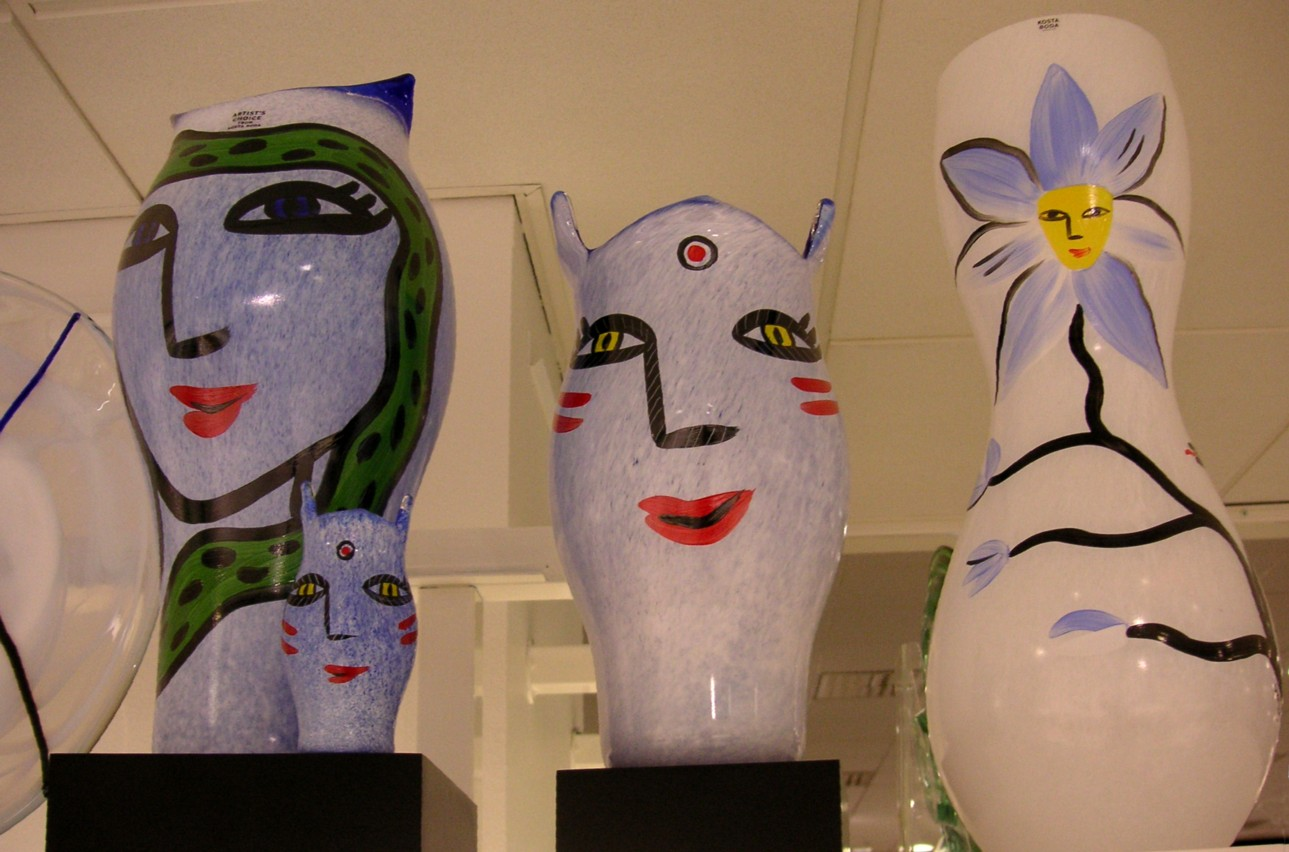
Einige für Ulrica Hydman-Valliens typische Vasen